# Wilh. Schauman

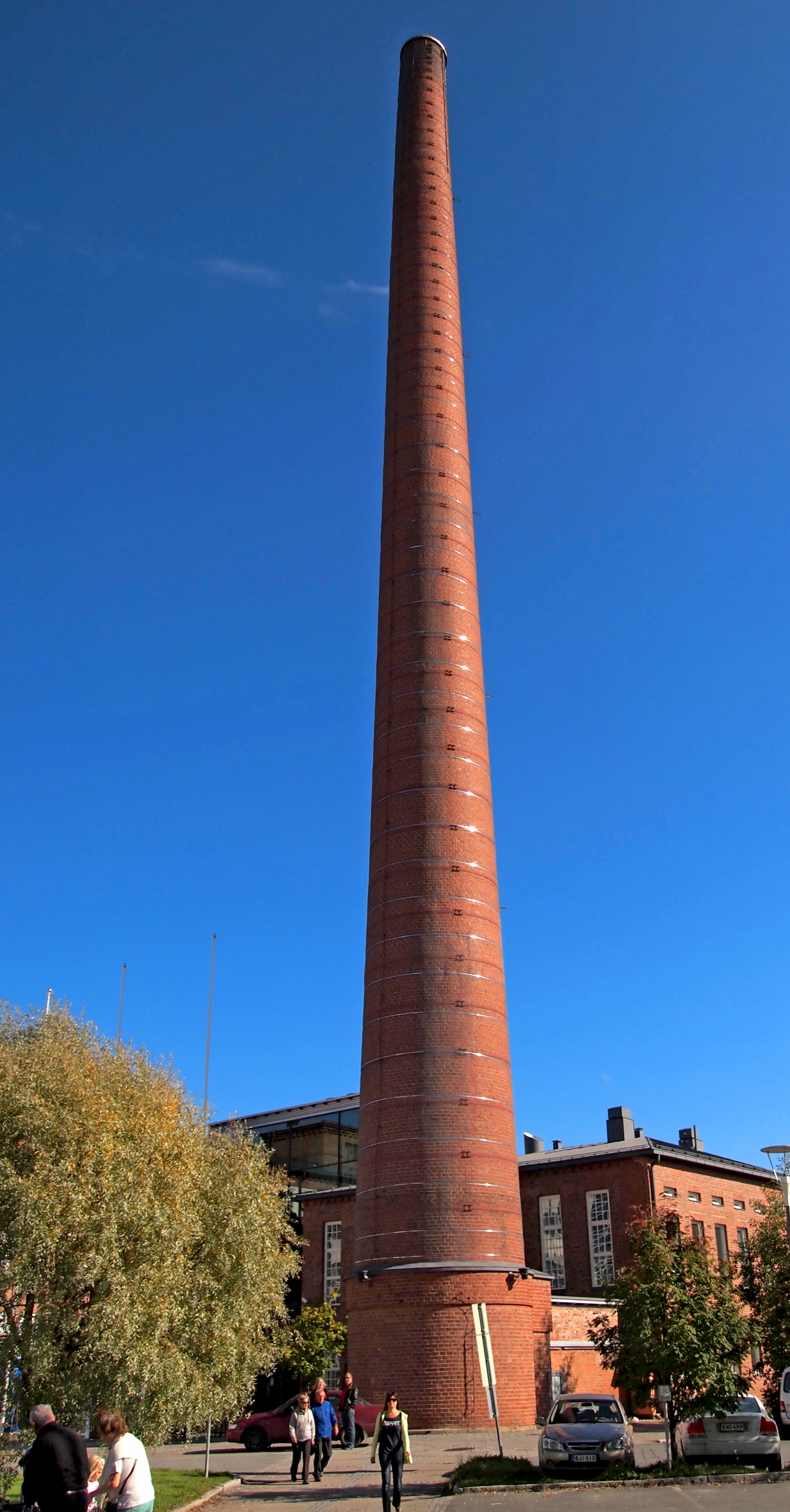
Schaumans fanérfabrik i Jyväskylä.

Oy Wilh. Schauman Ab var ett finländskt skogsindustriföretag som verkade mellan 1911 och 1988. Företaget ägdes länge av familjen Schauman, och hade produktionsanläggningar i Jyväskylä, Joensuu, Nyslott (Savonlinna), Jakobstad (Pietarsaari) och Kristina. År 1988 fusionerades verksamheten med Kymmene Oy, och sedan 1996 är det en del av UPM-Kymmene-koncernen.

## Historia
Oy Wilh. Schauman Ab bildades 1911 efter Wilhelm Schaumans död för att fortsätta driften av hans företag. Hans efterlämnade verksamhet omfattade sågverk, en plywoodfabrik i Jyväskylä samt socker- och cikoriafabriken på Alholmen i Jakobstad. Plywoodproduktionen var särskilt lönsam, och en andra plywoodfabrik byggdes i Nyslott 1921. År 1924 förvärvades Östra Finlands fanérfabrik i Joensuu, och 1928 hade plywoodproduktionen ökat till 31 000 kubikmeter.
År 1934 byggde Schauman en sulfitmassafabrik på Alholmen i Jakobstad, som invigdes 1935 under det separata bolaget Ab Jakobstads Cellulosa–Pietarsaaren Selluloosa Oy, vilket förvärvades av Schauman 1960.
Sockerproduktionen upphörde 1919 då sockerfabriken i Jakobstad såldes till det nybildade Finska Socker Ab (numera en del av tyska Nordzucker). Cikoriaproduktionen fortsatte i liten skala fram till 1964.
Under 1950- och 1960-talen breddades verksamheten med träfiberskivor och spånskivor. En träfiberskivefabrik öppnades i Nyslott 1954, en spånskivefabrik i Jyväskylä 1958 och en ny spånskivefabrik i Joensuu 1969. År 1962 förvärvade Schauman Viiala board factory från Viiala Oy. I Jakobstad etablerades Wisapak-fabriken, som tillverkade sulfitmassa, papper och påsar.
I början av 1970-talet var Schauman Finlands största tillverkare av avsalumassa, och bruket i Jakobstad var landets största. Företaget expanderade internationellt genom att 1969 förvärva CrafSac, en säckfabrik i Rouen, Frankrike.
Företaget breddade också sin produktion till byggnadssnickeri och köpte 1971 Nautor-varvet i Jakobstad, känt för sina stora Swan-segelbåtar.
År 1980 köpte Schauman de tidigare Fennia-Faneri plywoodfabrikerna i Lahtis och Vammala från Asko-yhtymä Oy. År 1983 förvärvade företaget spånskive- och plywoodfabrikerna i Kristina Pellos och Kitee Puhos, ursprungligen grundade på 1960-talet.
Schauman var noterat på Helsingforsbörsen mellan 1949 och 1988. År 1988 fusionerades företaget med Kymmene-koncernen, som senare blev en del av UPM-Kymmene 1996.

## Verkställande direktörer
- 1911–1917 Pehr Schauman
- 1918–1922 Gustav Schütt
- 1922–1930 Bror Schauman
- 1931–1937 Gustav Schütt
- 1945–1947 Edvard Hanell
- 1947–1951 Carl-Gustaf Londen
- 1951–1968 Uno Savola
- 1969–1988 Gay Ehrnrooth